# Виоланте Бентивольо
Вижте пояснителната страница за други личности с името Виоланте Бентивольо.
Виоланте или Виоланта Бентивольо (на италиански: Violante Bentivoglio, Violanta Bentivoglio; * ок. 1505; † 1550) е благородничка от болонската фамилия Бентивольо, графиня на Галиате и чрез брак първа маркиза на Караваджо (1532 – 1535).

## Произход
Тя е дъщеря на кондотиера Алесандро Бентивольо (* 1474, † 1532) и на съпругата му Иполита Сфорца (* 1481, † 1520). Тя е правнучка по майчина линия на Галеацо Мария Сфорца, херцог на Милано. Има двама братя и три сестри:
- Сфорца († 1530)
- Джовани († като малък)
- Джиневра (* 1503, † ок. 1541), маркграфиня на Финале и на Ноли като съпруга на Джовани II дел Карето.
- Алесандра (* ок. 1504), с името „Бианка“ игуменка на бенедиктинския манастир „Сан Маурицио“ към Монастеро Маджоре в Алесандрия (1522)
- Иполита (* ок. 1518/1519), с името „Франческа“ монахиня-бенедиктинка в манастир „Сан Маурицио“ към Монастеро Маджоре в Алесандрия.

## Брак и потомство
∞ 1520 за Джовани Паоло I Сфорца (* март 1497, Милано; † 13 декември 1535, Неапол), извънбрачен син на херцога на Милано Лудовико Сфорца „Мавъра“ и кондотиер, и основоположник на линията на маркизите на Караваджо, която изчезва през 1697 г. с последния ѝ представител Франческо III Сфорца ди Караваджо. Имат син и дъщеря:
- Лудовика Сфорца ди Караваджо (* ок. 1521; † сл. 1561)[1]
- Муцио I Сфорца ди Караваджо (* ок. 1525[1] или ок. 1528/1529[2]; † 1552[1] или 23 ноември 1553, Страсбург), маркиз на Караваджо и граф на Галиате; ∞ 19 юли 1545 в Пиаченца за братовчедка си Фаустина Сфорца ди Санта Фиора, от която има син и дъщеря.[1]